# Гарборкрік Тауншип (округ Ері, Пенсільванія)
Гарборкрік Тауншип (англ. Harborcreek Township) — селище (англ. township) в США, в окрузі Ері штату Пенсільванія. Населення — 16 635 осіб (2020).

## Демографія
Згідно з переписом 2010 року, у селищі мешкали 17 234 особи в 6155 домогосподарствах у складі 4372 родин. Було 6461 помешкання
Расовий склад населення:
| - 96,7 % — білих - 1,4 % — чорних або афроамериканців - 0,8 % — азіатів - 0,1 % — корінних американців |

До двох чи більше рас належало 0,8 %. Частка іспаномовних становила 1,0 % від усіх жителів.
За віковим діапазоном населення розподілялося таким чином: 19,0 % — особи молодші 18 років, 65,0 % — особи у віці 18—64 років, 16,0 % — особи у віці 65 років та старші. Медіана віку мешканця становила 41,5 року. На 100 осіб жіночої статі у селищі припадало 102,8 чоловіків;  на 100 жінок у віці від 18 років та старших — 100,9 чоловіків також старших 18 років.
Середній дохід на одне домашнє господарство  становив 73 640 доларів США (медіана — 62 518), а середній дохід на одну сім'ю — 85 430 доларів (медіана — 73 492). Медіана доходів становила 51 631 долар для чоловіків та 40 337 доларів для жінок. За межею бідності перебувало 7,6 % осіб, у тому числі 6,7 % дітей у віці до 18 років та 6,2 % осіб у віці 65 років та старших.
Цивільне працевлаштоване населення становило 7907 осіб. Основні галузі зайнятості: освіта, охорона здоров'я та соціальна допомога — 27,4 %, виробництво — 20,2 %, роздрібна торгівля — 10,4 %, фінанси, страхування та нерухомість — 10,2 %.